# Ana Matnadzé
Ana Matnadzé ou Matnadze est une joueuse d'échecs géorgienne née le 20 février 1983 à Telavi. Maître international depuis 2006, elle est affiliée à la fédération espagnole depuis 2012. Elle a remporté le championnat de Géorgie en 2002 et le championnat espagnol en 2016.
Au 1er juin 2017, Ana Matnadzé est la troisième joueuse espagnole et la 56e joueuse mondiale avec un classement Elo de 2 412 points.

## Compétitions de jeunes
Ana Matnadzé a remporté le championnat du monde d'échecs de la jeunesse dans les catégories moins de 10 ans (en 1993) et moins de 14 ans (en 1997), ainsi que le championnat d'Europe d'échecs de la jeunesse dans les catégories moins de 12 ans (en 1994 et 1995), moins de 14 ans (en 1997) et moins de 16 ans (en 1998 et 1999).

## Compétitions par équipe
Ana Matnadzé a représenté l'Espagne lors des olympiades de 2012 (elle jouait au premier échiquier), 2014 (7,5 points sur 10, médaille d'argent individuelle au troisième échiquier) et 2016 (au troisième échiquier).
Elle a disputé dans l'équipe d'Espagne les championnats d'Europe par équipe féminine de 2013 et 2015, remportant la médaille d'argent individuelle au deuxième échiquier de l'Espagne.

## Championnat du monde féminin
Matnadzé a participé au championnat du monde d'échecs féminin de 2004 à Elista (Russie) où elle fut éliminée au premier tour par Olga Alexandrova.